# Doddiella nigriceps
Doddiella nigriceps är en stekelart som beskrevs av Jean-Jacques Kieffer 1913. Doddiella nigriceps ingår i släktet Doddiella och familjen Scelionidae. Inga underarter finns listade i Catalogue of Life.